# Chironomus cucini
Chironomus cucini är en tvåvingeart som beskrevs av Webb 1969. Chironomus cucini ingår i släktet Chironomus och familjen fjädermyggor. Inga underarter finns listade i Catalogue of Life.